# پلاک هالنهورست

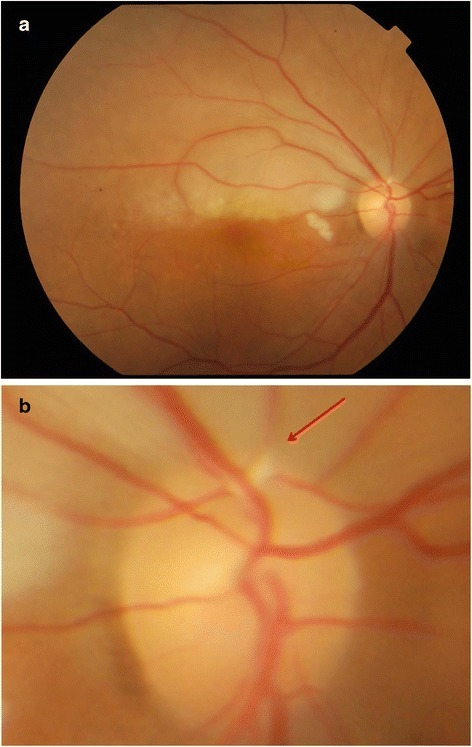
یافته‌های چشم راست (a) عکس، شبکیهٔ فوقانی رنگ‌پریده را نشان می‌دهد. (b) وجود پلاک هالنهورست در عروق فوق‌گیجگاهی (پیکان قرمز)

پلاک هالنهورست (انگلیسی: Hollenhorst plaque) که با نام آمبولی کلسترول شبکیه هم شناخته می‌شود، آمبولی کلسترولی است که در یک رگ خونی شبکیه دیده می‌شود. معمولاً هنگامی که چشم‌پزشک افتالموسکوپی (معاینهٔ ته چشم) را انجام می‌دهد، گاهی یک پلاک به شکل کریستال کوچک و درخشان در ته چشم کشف می‌کند که انکساردهنده (نور چشم را منعکس می‌کند) و زرد رنگ است. پلاک هالنهورست یک یافته معاینه پزشکی است و به‌خودی‌خود یک بیماری نیست، اگرچه ممکن است با برخی بیماری‌های قلبی-عروقی مانند تصلب شرایین شریان کاروتید داخلی مرتبط باشد. پلاک هالنهورست نخستین بار توسط چشم‌پزشک آمریکایی رابرت هالنهورست در سال ۱۹۶۱ توصیف شد.
این پلاک‌ها در مردان شایع‌تر از زنان است و در افرادی که فشار خون بالا دارند، سیگاری‌های فعلی یا پیشین، بیماران مسن‌تر و کسانی که سابقه بیماری عروقی دارند (از جمله سابقه حمله ایسکمی گذرا، سکته مغزی، بیماری عروق کرونر و/یا بیماری عروق محیطی) شایع‌تر است.